# Аль-Хачдади, Мохаммед
Мохаммад Аль-Хачдади (араб. محمد الحشدادي‎; род. 2 февраля 1991 года) — марокканский волейболист, диагональный сборной Марокко и белгородского «Белогорья», бронзовый призёр чемпионата Африки 2015 года.

## Карьера
Заинтересовался волейболом в девять лет из-за старшей сестры, которая тоже играла в Марокко. Начинал играть в волейбол в команде SCCM из Рабата. В 2008 году участвовал в международном турнире в Португалии. Потом был Кубок Африки среди молодёжных команд. А на Кубке Африки 2010 года Мохаммед был признали MVP, после чего поступило предложение от клуба «Аль-Ахли» из Катара. Игра в катарских клабах связана с достижениями в азиатском клубном чемпионате и клубном чемпионате мира.
По совету Матея Казийски переехал в Европу. Дебют произошел в финской команде, которой требовался диагональный. 
Позже Мохаммед играл в Корее, Турции. С переездом во Францию связаны такие достижения, как победа в неофициальном споре лучших бомбардиров чемпионата, а также признание MVP сезона.
Позже играл в Италии, Бразилии и Польше. Многократно становился призёром и чемпионом национальных первенств. А также показал хорошие достижения в международных клубных турнирах.
Привлекается в сборную Марокко. На чемпионате Африки 2015 года был признан лучшим нападающим. На чемпионате Африки 2021 года был признан самым полезным игроком.

## Достижения
- Чемпионат Катара

 - 2014, 2015 

 - 2012, 2013
- Клубный чемпионат Персидского залива

 - 2015 

 - 2014
- Клубный чемпионат Азии

 - 2014
- Кубок эмира Катара

 - 2014
- Клубный чемпионат мира

 - 2014
- Чемпионат Финляндии

 - 2016
- Суперкубок Бразилии

 - 2019
- Чемпионат Польши

 - 2021